# Malles
Per la tribu de l'edat de ferro vèdica de l'Índia, vegeu Regne de Malla.

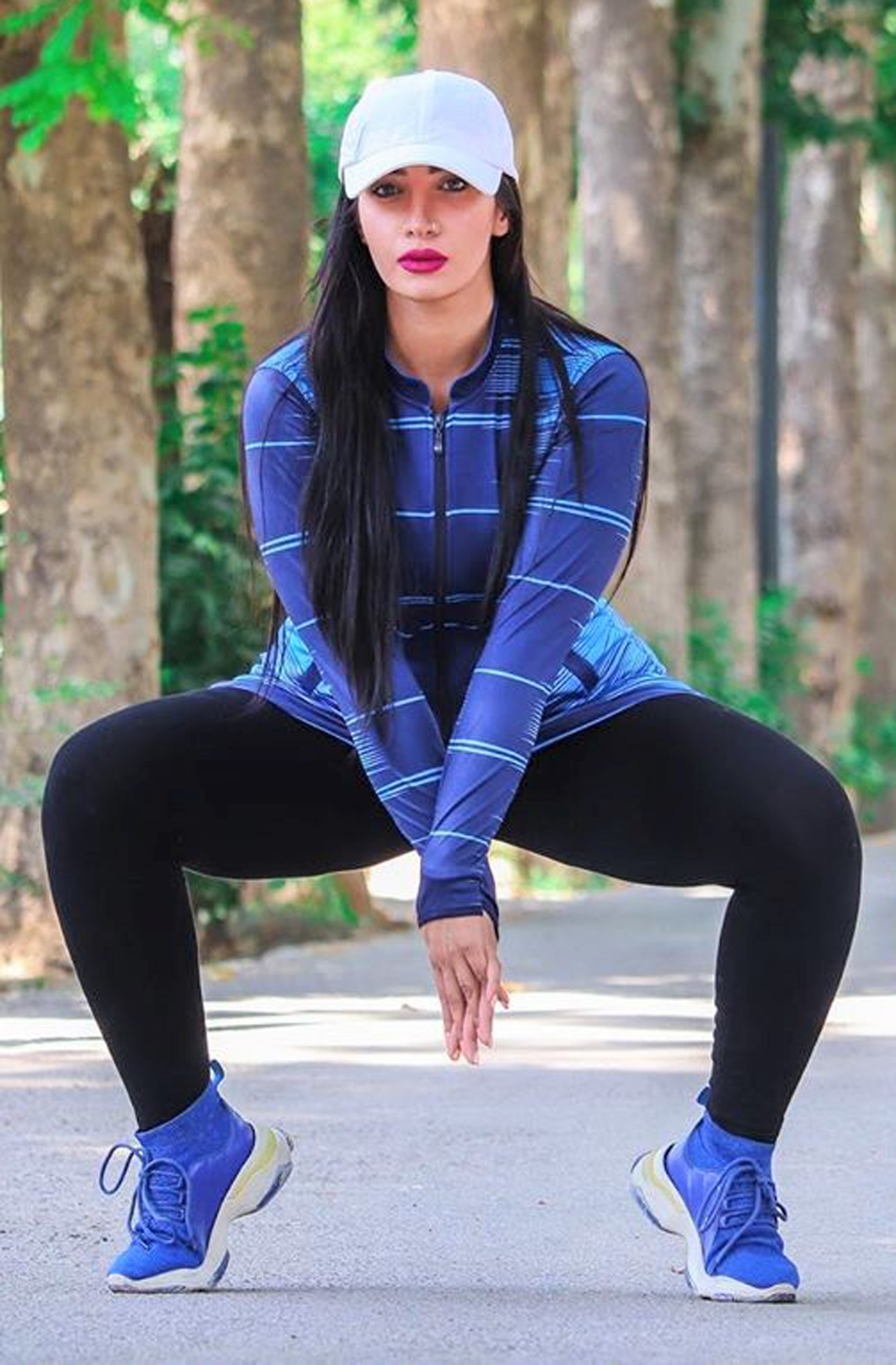
Malles

Les malles són un tipus de pantaló elàstic i adherent, arrapat com pantis, i rematat una mica més amunt dels genolls, que forma part de la indumentària informal femenina. Generalment es fabriquen de licra, niló, cotó o, a voltes, de llana. També es coneixen amb el nom originari anglès de leggings; però malles és el nom predominant en català entre les mateixes usuàries.

## Història
L'ús del segle xviii fa referència a les malles o polaines, la roba d'home, generalment feta de tela o cuir que s'embolica al voltant de la part inferior de la cama. Al segle xix, la licra usualment es referien a la roba de les cames dels nadons que es combinava amb una jaqueta, així com embolcalls de les cames fetes de cuir o llana i usades per soldats i paranyers.

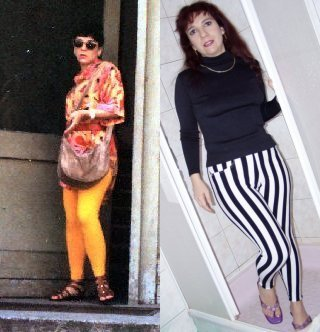
Dos exemples de dones amb malles

Les malles van tornar de manera destacada a la moda femenina als anys seixanta, a partir de la roba ajustada de les ballarines. Amb l'adopció generalitzada de la lycra de fibra sintètica i l'augment de la popularitat de l'aeròbic, les malles van tenir més protagonisme als anys 70 i 80 i, finalment, es van convertir en roba de carrer.
Les malles, emparentades amb els pantis, sorgiren, com aquests, als anys seixanta; però no obtingueren èxit fins a inicis dels anys vuitanta, en què es popularitzaren associades al fitness i a l'aeròbic, que llavors feien furor en determinades capes socials. A principis dels anys noranta ja havien atès l'estatus actual de pantalons de carrer d'ús femení, en què s'han consolidat.

## Usos
A voltes les malles es duen a la vista; però, atès que mostren el cos ben bé com uns pantis, el més habitual és dur-les conjuntament amb una altra peça exterior que les cobreix parcialment; en la majoria de casos, una minifaldilla, una camisa o brusa amb els faldons per fora, o bé una faldilla mitjana o llarga; d'aquesta manera, les malles s'usen, una mica, com si fossin pantis. De fet, les malles tenen un estatus social ambigu, com una mena d'element de transició entre el món de les mitges i el dels pantalons.
Les malles es poden dur sobre calces i fins pantis, o bé directament sobre la pell. Rarament es combinen amb mitjons.
Hi ha moltes opcions de color en malles, però les més populars són les negres.
Hi ha malles per a ús masculí, però els homes només en duen per a fer exercici, no pas com a pantalons de carrer.
Emparentat estretament amb les malles, el pantaló de tub o pantaló afusat (també conegut pel gal·licisme fuseau i, a voltes, pel castellanisme "pitillo") no és tan arrapat i incorpora una trava als baixos per tal de millorar la subjecció.
Val la pena aclarir que en anglès el nom d'aquesta peça de roba, legging, té diverses accepcions; tradicionalment, per exemple, designava un tipus determinat de polaina.